# Jean-François Champollion
Jean-François Champollion (Figeac, 23 de dezembro de 1790 – Paris, 4 de março de 1832), também conhecido como Champollion le jeune,  foi um filólogo, orientalista, egiptólogo, considerado o pai da egiptologia, que se tornou famoso pelos seus trabalhos sobre a cultura e a língua do Egito Antigo, e, em especial, por ter sido o principal responsável pela decifração dos hieróglifos egípcios.

## Biografia
Conhecido principalmente como o decifrador de hieróglifos egípcios e uma figura fundadora no campo da egiptologia. Parcialmente criado por seu irmão, o estudioso Jacques Joseph Champollion-Figeac, Champollion foi uma criança prodígio em filologia, dando seu primeiro artigo público sobre a decifração de Demotic em sua adolescência. Quando jovem, ele era famoso nos círculos científicos e falava Copta, grego antigo, latim, hebraico e árabe.

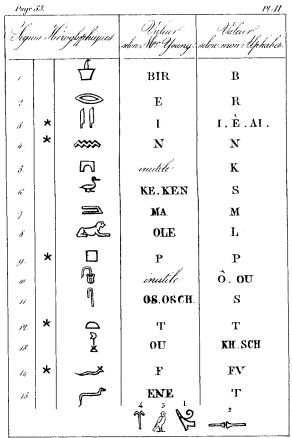
A comparação de Champollion de sua própria decifração das letras no nome Ptolomeu, com a de Young (coluna do meio)

Durante o início do século XIX, a cultura francesa experimentou um período de 'Egiptomania', provocada pelas descobertas de Napoleão no Egito durante sua campanha lá (1798-1801), que também trouxe à luz a Pedra de Roseta trilíngue. Estudiosos debateram a idade da civilização egípcia e a função e natureza da escrita hieroglífica, qual língua ela gravou, e o grau em que os sinais eram fonéticos (representando sons da fala) ou ideográficos (gravando conceitos semânticos diretamente). Muitos pensavam que a escrita era usada apenas para funções sagradas e rituais e que, como tal, dificilmente seria decifrável, pois estava ligada a ideias esotéricas e filosóficas, e não registrava informações históricas. O significado da decifração de Champollion foi que ele mostrou que essas suposições estavam erradas e tornou possível começar a recuperar muitos tipos de informações registradas pelos antigos egípcios.
Champollion viveu em um período de turbulência política na França que continuamente ameaçava interromper sua pesquisa de várias maneiras. Durante as Guerras Napoleônicas, ele conseguiu evitar o recrutamento, mas sua lealdade napoleônica fizeram com que ele fosse considerado suspeito pelo regime monarquista subsequente. Suas próprias ações, às vezes impetuosas e imprudentes, não ajudaram em seu caso. Suas relações com importantes figuras políticas e científicas da época, como Joseph Fourier e Silvestre de Sacy, o ajudaram, embora em alguns períodos tenha vivido exilado da comunidade científica.
Em 1820, Champollion embarcou a sério no projeto de decifração da escrita hieroglífica, logo ofuscando as realizações do polímata britânico Thomas Young, que havia feito os primeiros avanços na decifração antes de 1819. Em 1822, Champollion publicou seu primeiro avanço na decifração da hieróglifos da pedra de Roseta, mostrando que o sistema de escrita egípcio era uma combinação de sinais fonéticos e ideográficos – a primeira escrita desse tipo descoberta. Em 1824, publicou um Précis na qual detalhou uma decifração da escrita hieroglífica demonstrando os valores de seus signos fonéticos e ideográficos. Em 1829, ele viajou para o Egito, onde pôde ler muitos textos hieroglíficos que nunca haviam sido estudados, e trouxe para casa um grande conjunto de novos desenhos de inscrições hieroglíficas. De volta para casa, ele recebeu uma cátedra de egiptologia, mas só lecionou algumas vezes antes de sua saúde, arruinada pelas dificuldades da jornada egípcia, obrigá-lo a desistir de ensinar. Ele morreu em Paris em 1832, 41 anos. Sua gramática do egípcio antigo foi publicada postumamente.
Durante sua vida e muito depois de sua morte, intensas discussões sobre os méritos de sua decifração foram realizadas entre os egiptólogos. Alguns o culparam por não ter dado crédito suficiente às primeiras descobertas de Young, acusando-o de plágio, e outros por muito tempo contestaram a precisão de suas decifrações. Mas descobertas subsequentes e confirmações de suas leituras por estudiosos com base em seus resultados gradualmente levaram à aceitação geral de seu trabalho. Embora alguns ainda argumentem que ele deveria ter reconhecido as contribuições de Young, sua decifração agora é universalmente aceita e tem sido a base para todos os desenvolvimentos posteriores no campo. Consequentemente, ele é considerado o "Fundador e Pai da Egiptologia".

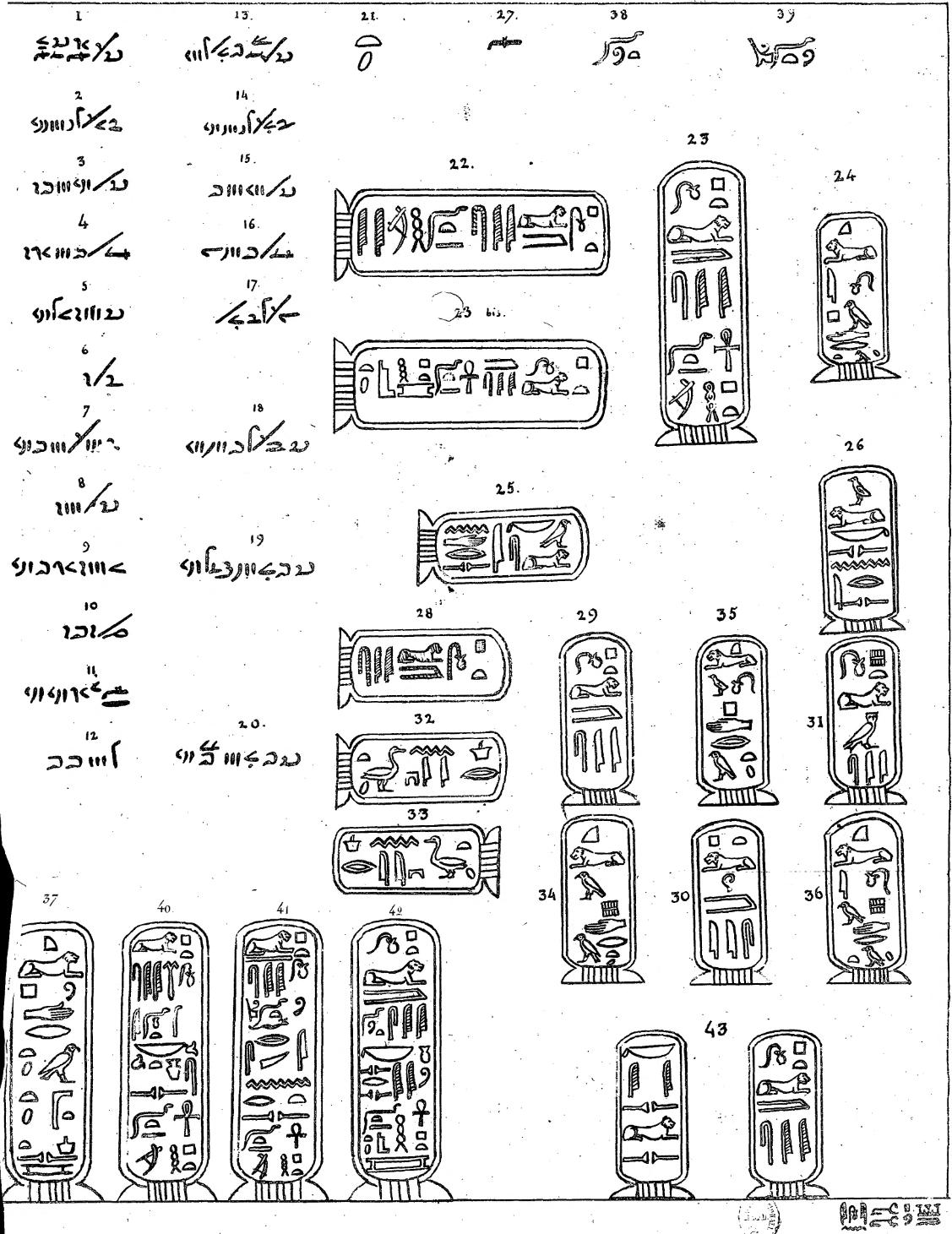
Um extrato de "Lettre à M. Dacier".

## Trabalhos

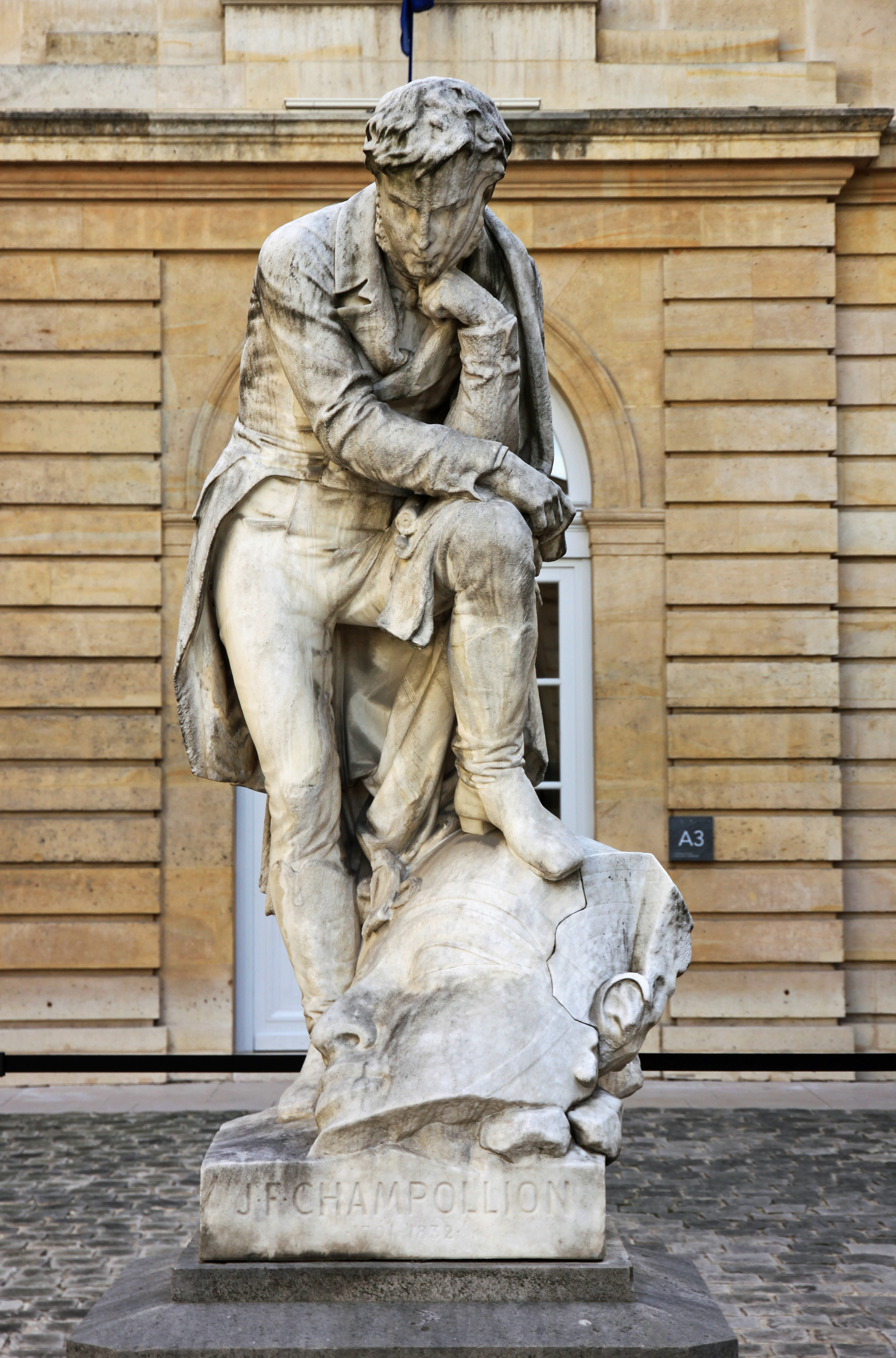
Estátua de Jean-François Champollion no pátio do Collège de France, instituição para qual ele foi eleito titular da cadeira de Arqueologia em 1831.

- L'Égypte sous les Pharaons, ou recherches sur la géographie, la religion, la langue, les écritures et l'histoire de l'Égypte avant l'invasion de Cambyse. Tome premier : Description géographique. Introduction. Paris: De Bure. 1814. OCLC 716645794
- L'Égypte sous les Pharaons, ou recherches sur la géographie, la religion, la langue, les écritures et l'histoire de l'Égypte avant l'invasion de Cambyse. Description géographique. Tome Second. Paris: De Bure. 1814. OCLC 311538010
- De l'écriture hiératique des anciens Égyptiens. Grenoble: Imprimerie Typographique et Lithographique de Baratier Frères. 1821. OCLC 557937746
- Lettre à M. Dacier relative à l'alphabet des hiéroglyphes phonétiques employés par les égyptiens pour écrire sur leurs monuments les titres, les noms et les surnoms des souverains grecs et romains. See also the wikipedia article Lettre à M. Dacier. Paris: Firmin Didot Père et Fils. 1822
- Panthéon égyptien, collection des personnages mythologiques de l'ancienne Égypte, d'après les monuments (explanatory text to illustrations by Léon-Jean-Joseph Dubois). Paris: Firmin Didot. 1823. OCLC 743026987
- Précis du système hiéroglyphique des anciens Égyptiens, ou recherches sur les éléments premiers de cette écriture sacrée, sur leurs diverses combinaisons, et sur les rapports de ce systéme avec les autres méthodes graphiques égytpiennes. Paris, Strasbourg, Londres: Treuttel et Würtz. 1824. OCLC 490765498;
- Lettres à M. le Duc de Blacas d'Aulps relatives au Musée Royal Egyptien de Turin. Paris: Firmin Didot Père et Fils. 1824. OCLC 312365529;
- Notice descriptive des monuments Égyptiens du musée Charles X. Paris: Imprimerie de Crapelet. 1827. OCLC 461098669;
- Lettres écrites d'Égypte et de Nubie. 10764. [S.l.]: Project Gutenberg. 1828–1829. OCLC 979571496;

### Póstumos
- Monuments de l'Egypte et de la Nubie : d'après les dessins exécutés sur les lieux sous la direction de Champollion le-Jeune, et les descriptions autographes qu'il en a rédigées. Volume 1 & 2. Paris: Typographie de Firmin Didot Frères. 1835–1845. OCLC 603401775
- Grammaire égyptienne, ou Principes généraux de l'ecriture sacrée égyptienne appliquée a la représentation de la langue parlée. See also the wikipedia article Grammaire égyptienne. Paris: Typographie de Firmin Didot Frères. 1836. OCLC 25326631;
- Dictionnaire égyptien en écriture hiéroglyphique. Paris: Firmin Didot Frères. 1841. OCLC 943840005